# Margareta av Clermont
Margareta av Clermont, död 1132, var regerande grevinna av Amiens 1118-1132. Hon var grevinna av Flandern 1115-1127, gift med greve Karl I av Flandern. 